# Camille ou le Souterrain
Camille ou le Souterrain, est un drame lyrique en trois actes et en prose, musique de Nicolas Dalayrac livret de Benoît-Joseph Marsollier tiré du roman Adèle et Théodore de Mme de Genlis, créé le 19 mars 1791 à l'Opéra-Comique (salle Favart), interprété par Mmes Dugazon et Saint-Aubin, ainsi que par Antoine Trial. 

## Motifs du succès
L’œuvre connait le succès. Dalayrac aborde alors ce que les musicologues britanniques appellent le rescue opera, en même temps que les spectacles fantastiques à la mode : cimetières, anciens couvents, corridors sombres, souterrain mystérieux, chambres secrètes, etc. « Il y a des scènes déchirantes […]. La couleur de cet ouvrage est juste et les accompagnements y sont plus travaillés que dans Nina ». Auguste Thurner et Adolphe-Gustave Chouquet ne tarissaient pas d’éloges sur cet opéra et le reconnaissaient comme un chef-d’œuvre de sentiment et de souffle dramatiques. Ils avaient apprécié le « Trio de la cloche », la pantomime d’Alberti, le duo des deux époux (« Non, non, jamais de ma tendresse, ton cœur ingrat n'a connu tout le prix »), le « Duo du souterrain », le duo du maître et du valet (« Avance, avance le premier»),. Enfin, une chanson devient vite populaire, la « Ronde du meunier » (« Notre meunier chargé d’argent, s’en allait au village »).

## Adaptation
Cette pièce traduite en italien devient le 28 février 1799 Camilla ossia il Sotteraneo avec des paroles de Giuseppe Carpani et une musique de Ferdinando Paër créée au Théâtre de la cour impériale et royale de Vienne, puis représentée le 14 brumaire an XIII à l'Opéra-Comique (salle Favart). De même nom, ces œuvres qui furent également plébiscitées ont chacune une réalisation musicale différente. Les tenants de la musique française et ceux de la musique italienne s’affronteront.